# 마칼루산
마칼루산(영어: Mount Makalu, 중국어: 馬卡魯峰, 중국어 간체자: 马卡鲁峰, 병음: Mǎkǎlǔ Shān)은 세계에서 다섯 번째로 높은 산으로 높이는 8,463m에 달한다. 네팔의 쿰부 지역(Khumbu 또는 Everest Region)에 위치하고 있다. 에베레스트산에서 동쪽으로 22km 떨어져 있으며, 음역어로는 马卡鲁峰(마가로봉)이라 불린다.

## 위치
북위 27.88970°, 동경 87.94310°에 위치한다. 중국과 네팔의 접경에 위치하고 있으며 주변에는 칸숭체, 초모렌조 등의 7,000m급 봉우리들이 자리잡고 있다. 이 지역은 1992년에 네팔의 8번째 국립공원인 마칼루-바룬 국립공원(Makalu-Barun National Park and Conservation Area)으로 지정되었다.

## 이름의 유래
마칼루라는 이름은 산스크리트어 마하칼라에서 온 것으로 보인다. 마하칼라는 티베트 불교의 대표적인 분노존으로 힌두의 쉬바의 한 부분인 칼리(Kali)가 불교에 도입되어 생긴 신이다. 대흑천이라고도 불린다. 산의 대부분이 검은 빛의 암석으로 구성되어 있어서 현지인에게서 이러한 이름을 얻었으리라고 추측한다. 검은 귀신이라고 소개되는 경우도 있다.
14개의 8,000m급 봉우리들 가운데서는 빙설의 혼합지역, 가파른 경사면과 눈사태의 위협에다 바람도 매우 강하게 불기 때문에 등반 난이도가 높은 축에 속한다.

## 등정 기록
- 초등 기록: 1955년 5월 15일, Jean Couzy와 Lionel Terray가 노스콜 루트를 통하여 처음으로 등정하였다.
- 2001년까지 206명이 마칼루산을 등정하였고, 22명이 등정중 사망하였다.
- 1971년, 프랑스대의 Y.Seigneur와 B.Millet가 마칼루산 서릉 루트를 초등하였다.
- 1973년, Ivan Galfi가 이끄는 체코대가 마칼루산의 남벽을 처음으로 등정하였다.
- 1999년 5월 21일, Sergey Efimov가 이끄는 러시아대가 마칼루산 남서벽을 등정하는데 성공하였다. 마칼루산 남서벽은 바람이 직방으로 불어대므로 낭가파르바트산의 루팔벽과 함께 가장 등정 난이도가 높은 곳으로 손꼽힌다.